# Agadir Guimst

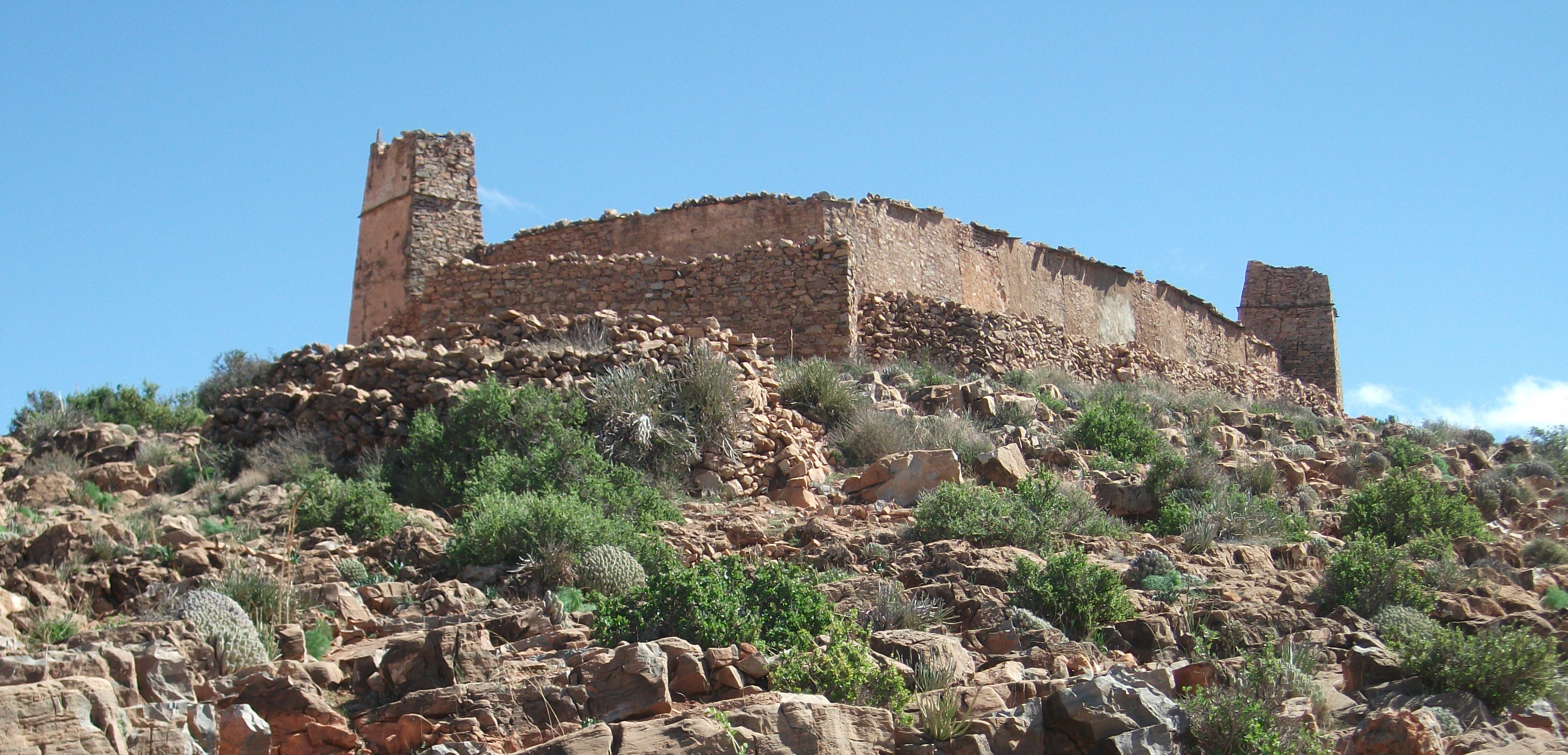
Agadir Guimst in der von Steingeröll und stachligem Buschwerk bedeckten Berglandschaft des westlichen Antiatlas

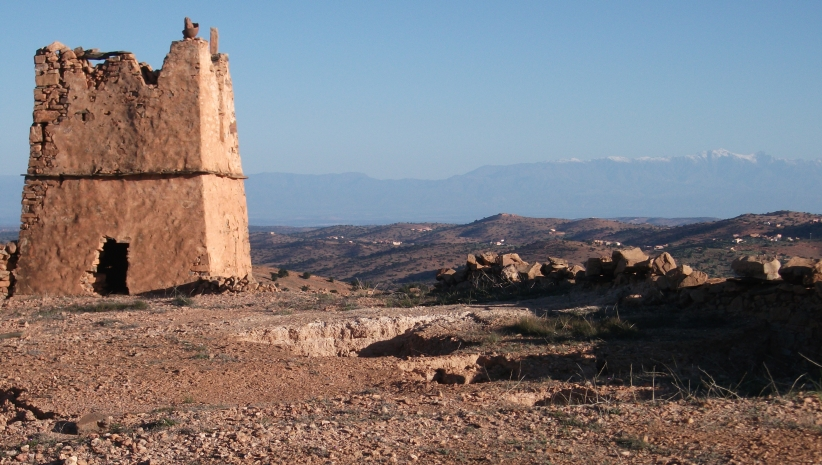
Das Dach des Agadir ist teilweise eingestürzt; der ehemals zinnenbewehrte und unmittelbar an den Kernbau anschließende Turm ist in der Zeit um 1900 verputzt worden. Im Hintergrund ist die Ende Februar teilweise noch von Schnee bedeckte Südseite des Hohen Atlas erkennbar.

Der Agadir Guimst (manchmal auch Gmezt oder Tguemst geschrieben) im gleichnamigen kleinen Ort gehört zu den Agadiren (Speicherburgen) der Schlöh-Berber im Westen des marokkanischen Antiatlas-Gebirges.

## Lage
Das kleine Bergdorf Guimst liegt etwa 1 km östlich und ca. 200 m oberhalb der in diesem Streckenabschnitt (etwa 25 km südlich von Ait Baha) äußerst kurvenreichen Straße (R105) zwischen Agadir und Tafraoute in der Region Souss-Massa im südwestlichen Marokko. Der in fortschreitendem Verfall begriffene Agadir steht am Ortsrand.

## Geschichte
Mangels schriftlicher Überlieferungen existieren über das Alter des Dorfes (douar) bzw. der Speicherburg keine verlässlichen Angaben. Es ist jedoch zu vermuten, dass der Ort bereits in vorislamischer Zeit besiedelt war. Das Alter der – wahrscheinlich mehrfach erweiterten – Speicherburg dürfte bei etwa 200 bis 300 Jahren liegen; ob es einen Vorgängerbau gegeben hat, ist unklar.

## Architektur

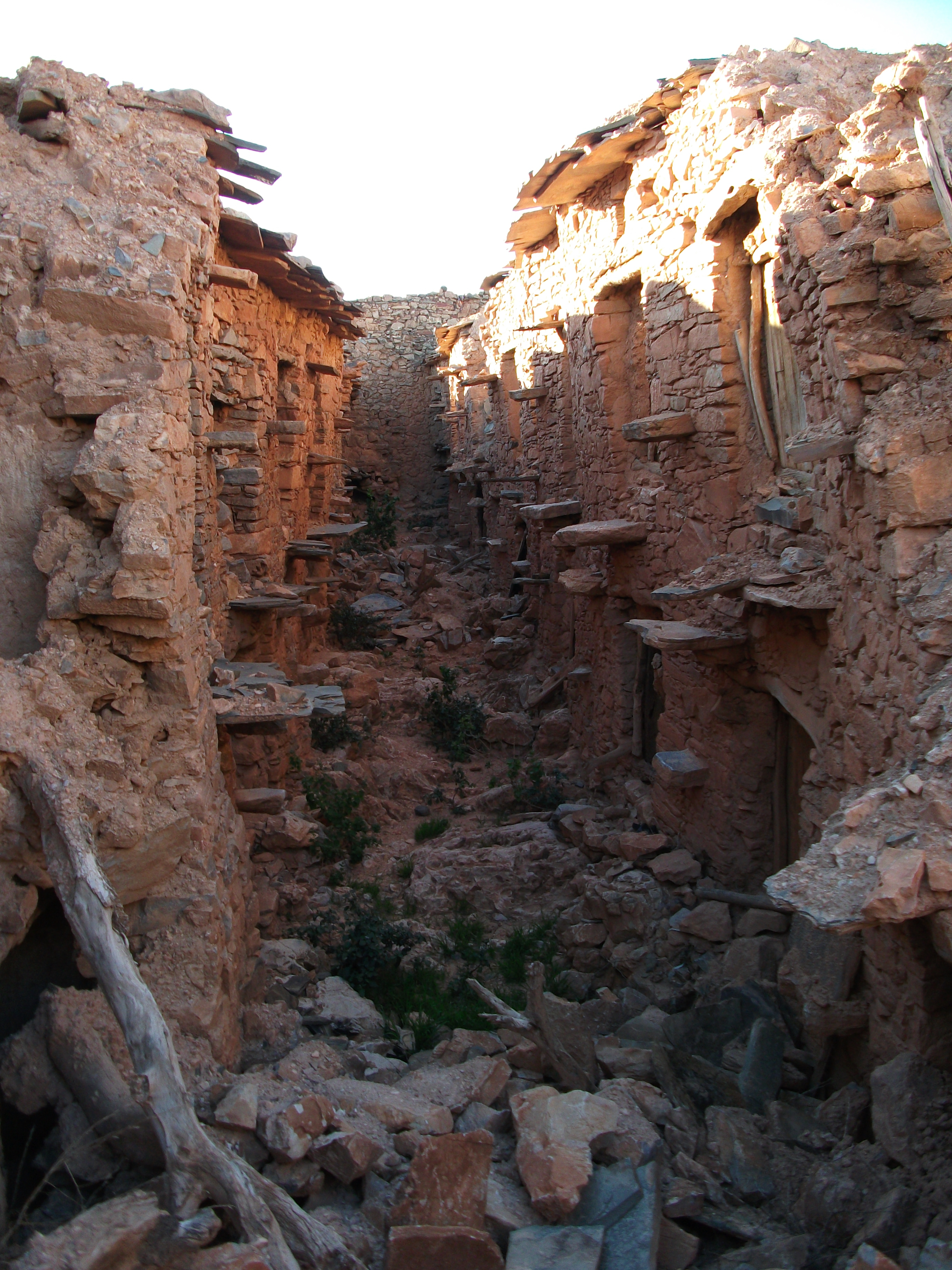
Agadir Guimst – Gang mit Trittsteinen

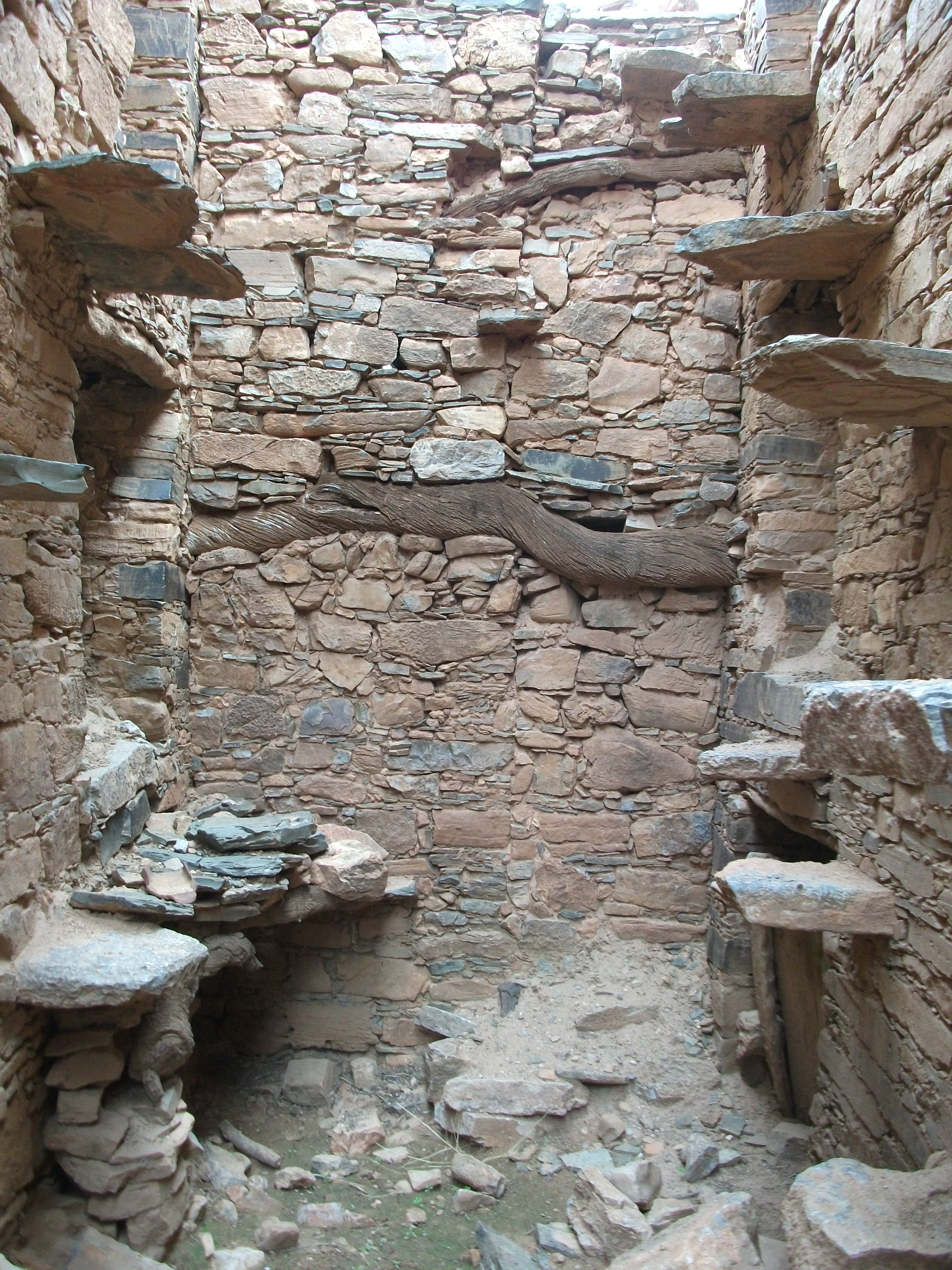
Bruchsteinmauerwerk mit krummen Arganholzbalken zur Stabilisierung

### Material
Wie bei den meisten Agadiren im Gebiet des Antiatlas ist der gesamte Bau aus größeren und kleineren Steinen, die in der Umgebung überall in Mengen herumliegen und bei der Arbeit auf den zumeist terrassierten kleinen Feldern ausgesprochen hinderlich waren, handwerklich perfekt und ohne Verwendung von Mörtel – nur mit etwas Lehm – zusammengefügt. Die Türstürze und Deckenäste der Speicherkammern bestehen zumeist aus äußerst haltbaren Arganhölzern.

### Kernbau
Die beiden ehemals zinnenbekrönten Türme der Speicherburg stehen zwischen Kernbau und Umfassungsmauer, so dass eine Art Zwinger entstand. Der eigentliche Zugang ins Innere führt durch einen Torbau mit den in allen Agadiren anzutreffenden gegenüberliegenden Steinbänken, die im Wesentlichen zu Versammlungen der Dorfältesten dienten. Zu beiden Seiten eines gerade verlaufenden Mittelgangs und in zwei Stockwerken übereinander angeordnet liegen die einzelnen Speicherkammern (insgesamt waren es etwa 60), die über – in das Mauerwerk eingelassene – Trittsteine erreichbar waren.
Nach dem endgültigen Ende der Nutzung des Agadir Mitte des 20. Jahrhunderts wurde das Bauwerk dem Verfall preisgegeben – infolge von Stürmen und Starkregenfällen stürzten große Teile der Dächer ein, so dass in der Folge auch die Zwischendecken gefährdet waren.

### Speicherkammern
Die etwa 1,50 m breiten und etwa 6,50 bis 7,50 m tiefen, aber nur etwa 1,60 m hohen Speicherkammern haben Decken bzw. Böden aus krummen Arganbaumhölzern mit einer Abdeckung aus Schilf, Lehm und kleinen Steinen. Die Kammern im Erdgeschoss verfügen zudem über ein etwa 20 cm hohes Podest zum Schutz gegen aufsteigende Feuchtigkeit. An der rückwärtig gelegenen Außenwand gibt es meist kleine Licht- bzw. Lüftungsöffnungen, die aber in Zeiten von Übergriffen auch als Schießscharten Verwendung finden konnten.
Die Speicherkammern waren ehemals von beschnitzten oder bemalten – und mit komplizierten Schlössern aus Holz oder Metall gesicherten – Holztüren verschlossen. Diese sind jedoch allesamt verschwunden und teilweise auf den städtischen Antiquitätenmärkten oder in Museen gelandet oder aber – nach der endgültigen Aufgabe des Agadir in der Mitte des 20. Jahrhunderts – von den Eigentümern der Kammern verbrannt worden.

## Weblink
- Agadire – Speicherburgen – Igoudars.

Koordinaten: 29° 57′ 45,2″ N, 9° 0′ 25,3″ W